# ナンシー・マリー
ナンシー・マリー（Nancy Marie、1909年1月26日? - 2021年5月11日）は、セーシェルの長寿の女性。存命時の発言より1909年1月26日生まれの112歳と言われており、年齢が正しければ1996年に死去したアイリーン・アメリーの年齢を超え、セーシェルの歴代最高齢者となる。

## 略歴
1909年1月26日、セーシェルのプララン島に生まれたと言われている。母親エリザベルも103歳まで生きた長寿の家庭出身だった。若いころのほとんどはプララン島で過ごし、プランテーションで栽培されたココナッツをヤシ油に加工する作業を行っていた。

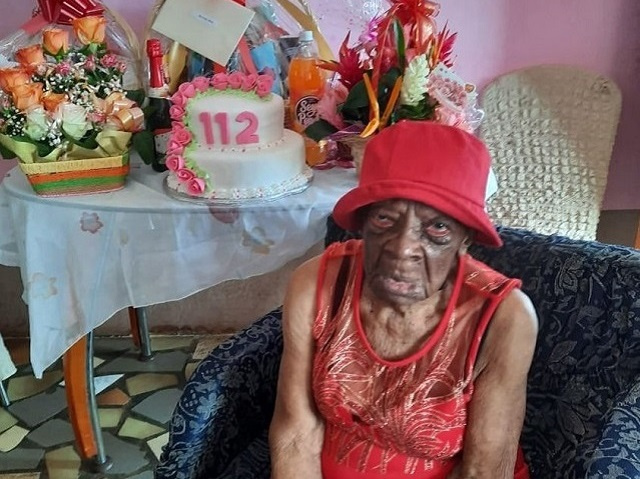
112歳の誕生日を迎えたナンシー

108歳の誕生日の時点では66歳のガイ、63歳のアンヌが存命中で、そのほかにも11人のひ孫もいたという。
2021年5月11日、マヘ島で死去。112歳105日没とされる。